# Campeonato de Primera C 1996-97 (Argentina)
El Campeonato de Primera C 1996/97 fue la sexagésima tercera edición del certamen y la décima de esta división como cuarta categoría del fútbol argentino. Fue disputado entre el 31 de agosto de 1996 y el 5 de julio de 1997 por 18 equipos.
En este torneo se incorporaron Defensores de Cambaceres, descendido de la Primera B, al igual que Central Ballester y Cañuelas, campeón y ganador de la final por el segundo ascenso de la Primera D. También ascendió desde esta categoría, por medio de un Torneo Reclasificatorio, San Martín de Burzaco.
El campeón fue Berazategui, que venció en la final por el ascenso a Brown de Adrogué y se consagró campeón del campeonato. El ganador del torneo reducido fue General Lamadrid, aunque luego perdió en la final por el segundo ascenso ante Brown de Adrogué, que esta vez se tomó revancha y logró, al igual que Berazategui, ser promovido a la Primera B Metropolitana.
Asimismo, el torneo determinó el descenso a la Primera D de Argentino de Merlo y Central Ballester, últimos en la tabla de promedios.

## Ascensos y descensos
| Promedio | Descendidos de la Primera C 1995-96 |
| -------- | ----------------------------------- |
| 19.°     | Puerto Nuevo                        |

| Posición       | Ascendidos de la Primera D 1995-96 |
| -------------- | ---------------------------------- |
| Campeón        | Central Ballester                  |
| Gan. Final     | Cañuelas                           |
| Torneo Reclas. | San Martín de Burzaco              |

| Posición       | Ascendidos a la Primera B 1996-97 |
| -------------- | --------------------------------- |
| Campeón        | Atlético Campana                  |
| Gan. Final     | Leandro N. Alem                   |
| Torneo Reclas. | Midland                           |
| Torneo Reclas. | San Telmo                         |

| Promedio | Descendido de la Primera B 1995-96 |
| -------- | ---------------------------------- |
| 18.º     | Defensores de Cambaceres           |

- De esta manera, el número de equipos participantes se redujo a 18.

## Equipos participantes
| Equipo                | Ciudad           | Estadio            | Capacidad |
| --------------------- | ---------------- | ------------------ | --------- |
| Argentino             | Merlo            | Argentino de Merlo | 11.000    |
| Barracas Central      | Buenos Aires     | Barracas Central   | 4400      |
| Berazategui           | Berazategui      | Norman Lee         | 5500      |
| Brown                 | Adrogué          | Lorenzo Arandilla  | 4500      |
| Cañuelas              | Cañuelas         | Jorge Alfredo Arín | 1500      |
| Central Ballester     | José León Suárez | Libertarios Unidos | 6000      |
| Def. de Cambaceres    | Ensenada         | 12 de Octubre      | 3000      |
| Deportivo Merlo       | Merlo            | José Manuel Moreno | 7500      |
| Deportivo Paraguayo   | Buenos Aires     | Juan Antonio Arias | 3000      |
| Deportivo Riestra     | Buenos Aires     | Guillermo Laza     | 3000      |
| Excursionistas        | Buenos Aires     | Excursionistas     | 7200      |
| Flandria              | Jáuregui         | Carlos V           | 5000      |
| General Lamadrid      | Buenos Aires     | Enrique Sexto      | 3500      |
| Ituzaingó             | Ituzaingó        | Carlos Sacaan      | 3500      |
| Justo José de Urquiza | Loma Hermosa     | Ramón Roque Martín | 2500      |
| Liniers               | San Justo        | Juan Antonio Arias | 3000      |
| Luján                 | Luján            | Municipal de Luján | 2000      |
| San Martín            | Burzaco          | Francisco Boga     | 5000      |

| 1. 2. |

### Distribución geográfica de los equipos
| Región                                   | Cant. | Equipos |
| ---------------------------------------- | ----- | --- |
| Conurbano bonaerense                     | 9     | Argentino (M), Berazategui, Brown (A), Central Ballester, Deportivo Merlo, Ituzaingó, Justo José de Urquiza, Liniers y San Martín (B) |
| Ciudad de Buenos Aires                   | 5     | Barracas Central, Deportivo Paraguayo, Deportivo Riestra, Excursionistas y General Lamadrid                                           |
| Interior de la provincia de Buenos Aires | 3     | Cañuelas, Flandria y Luján |
| Gran La Plata                            | 1     | Defensores de Cambaceres |

## Formato

### Competición
Se disputaron dos torneos llamados Apertura y Clausura. En cada uno de ellos, los 18 equipos se enfrentaron todos contra todos. Ambos se jugaron a una sola rueda. Los partidos disputados en el Torneo Clausura representaron los desquites de los del Torneo Apertura, invirtiendo la localía. Si el ganador de ambas fases fuera el mismo equipo, sería el campeón. En cambio, si los ganadores del Apertura y el Clausura fueran dos equipos distintos disputarían una final a dos partidos para determinarlo. El perdedor de la final, por su parte, clasificaría a otra final contra el ganador del Torneo reducido.

### Ascensos
Los ganadores de cada uno de los torneos disputaron una final cuyo ganador se consagró campeón y ascendió directamente. Los ocho equipos mejor ubicados en la tabla de posiciones final, a excepción de los clasificados a la final por el campeonato, clasificaron al Torneo reducido. El ganador del mismo disputó una eliminatoria contra el perdedor de la final por el campeonato cuyo ganador obtuvo el segundo ascenso.

### Descensos
El promedio se calculó con los puntos obtenidos en la fase regular de los torneos de 1994-95, 1995-96 y 1996-97. Los equipos que ocuparon los dos últimos lugares de la tabla de promedios descendieron a la Primera D.

## Torneo Apertura
| Pos | Equipo              | Pts | PJ | PG | PE | PP | GF | GC | DG  |
| --- | ------------------- | --- | -- | -- | -- | -- | -- | -- | --- |
| 1   | Berazategui         | 38  | 17 | 11 | 5  | 1  | 27 | 13 | 14  |
| 2   | Flandria            | 36  | 17 | 10 | 6  | 1  | 28 | 12 | 16  |
| 3   | Brown de Adrogué    | 35  | 17 | 10 | 5  | 2  | 44 | 17 | 27  |
| 4   | Ituzaingó           | 31  | 17 | 9  | 4  | 4  | 30 | 15 | 15  |
| 5   | Def. de Cambaceres  | 29  | 17 | 7  | 8  | 2  | 32 | 22 | 10  |
| 6   | Excursionistas      | 27  | 17 | 6  | 9  | 2  | 20 | 13 | 7   |
| 7   | General Lamadrid    | 22  | 17 | 4  | 10 | 3  | 25 | 21 | 4   |
| 8   | Cañuelas            | 21  | 17 | 4  | 9  | 4  | 24 | 25 | -1  |
| 9   | Liniers             | 20  | 17 | 5  | 5  | 7  | 17 | 23 | -6  |
| 10  | Deportivo Riestra   | 19  | 17 | 4  | 7  | 6  | 19 | 19 | 0   |
| 11  | Central Ballester   | 18  | 17 | 6  | 0  | 11 | 22 | 33 | -11 |
| 12  | Barracas Central    | 18  | 17 | 4  | 6  | 7  | 13 | 25 | -12 |
| 13  | Luján               | 18  | 17 | 5  | 3  | 9  | 19 | 33 | -14 |
| 14  | San Martín (B)      | 16  | 17 | 3  | 7  | 7  | 19 | 26 | -7  |
| 15  | Argentino Merlo     | 16  | 17 | 3  | 7  | 7  | 19 | 27 | -8  |
| 16  | Deportivo Paraguayo | 14  | 17 | 3  | 5  | 9  | 17 | 29 | -12 |
| 17  | JJ Urquiza          | 14  | 17 | 3  | 5  | 9  | 17 | 31 | -14 |
| 18  | Deportivo Merlo     | 12  | 17 | 1  | 9  | 7  | 17 | 25 | -8  |

|  |                              |
|  | Campeón del Torneo Apertura. |

## Torneo Clausura
| Pos | Equipo              | Pts | PJ | PG | PE | PP | GF | GC | DG  |
| --- | ------------------- | --- | -- | -- | -- | -- | -- | -- | --- |
| 1   | Brown de Adrogué    | 38  | 17 | 11 | 5  | 1  | 44 | 21 | 23  |
| 2   | Ituzaingó           | 36  | 17 | 10 | 6  | 1  | 35 | 11 | 24  |
| 3   | Berazategui         | 33  | 17 | 10 | 3  | 4  | 36 | 19 | 17  |
| 4   | Luján               | 31  | 17 | 9  | 4  | 4  | 33 | 20 | 13  |
| 5   | General Lamadrid    | 31  | 17 | 9  | 4  | 4  | 32 | 23 | 9   |
| 6   | Def. de Cambaceres  | 29  | 17 | 9  | 2  | 6  | 37 | 25 | 12  |
| 7   | Excursionistas      | 26  | 17 | 7  | 5  | 5  | 19 | 17 | 2   |
| 8   | Deportivo Riestra   | 25  | 17 | 6  | 7  | 4  | 17 | 20 | -3  |
| 9   | Cañuelas            | 24  | 17 | 7  | 3  | 7  | 34 | 30 | 4   |
| 10  | JJ Urquiza          | 24  | 17 | 6  | 6  | 5  | 30 | 28 | 2   |
| 11  | San Martín (B)      | 22  | 17 | 5  | 7  | 5  | 23 | 19 | 4   |
| 12  | Liniers             | 20  | 17 | 4  | 8  | 5  | 17 | 22 | -5  |
| 13  | Deportivo Paraguayo | 16  | 17 | 4  | 4  | 9  | 22 | 42 | -20 |
| 14  | Central Ballester   | 14  | 17 | 3  | 5  | 9  | 24 | 36 | -12 |
| 15  | Flandria            | 13  | 17 | 1  | 10 | 6  | 18 | 25 | -7  |
| 16  | Deportivo Merlo     | 11  | 17 | 2  | 5  | 10 | 17 | 40 | -23 |
| 17  | Barracas Central    | 10  | 17 | 2  | 4  | 11 | 14 | 29 | -15 |
| 18  | Argentino de Merlo  | 10  | 17 | 2  | 4  | 11 | 15 | 40 | -25 |

|  |                              |
|  | Campeón del Torneo Clausura. |

## Final por el campeonato
Se disputó a doble partido, haciendo como local en primer lugar el campeón del Torneo Apertura y en la vuelta el campeón del Torneo Clausura.
| Berazategui                                                            | 1 - 0 | Brown de Adrogué | Argentino de Quilmes | 17 de mayo |
| Brown de Adrogué                                                       | 1 - 1 | Berazategui      | Florencio Sola       | 24 de mayo |
| Global: 2 - 1. Berazategui se coronó campeón y ascendió a la Primera B |       |                  |                      |            |

## Tabla de posiciones final del campeonato
| Pos | Equipo              | Pts | PJ | G  | E  | P  | GF | GC | DIF |
| --- | ------------------- | --- | -- | -- | -- | -- | -- | -- | --- |
| 1º  | Brown de Adrogué    | 73  | 34 | 21 | 10 | 3  | 88 | 38 | 50  |
| 2º  | Berazategui         | 68  | 34 | 21 | 8  | 5  | 63 | 32 | 31  |
| 3º  | Ituzaingó           | 67  | 34 | 19 | 10 | 5  | 65 | 26 | 39  |
| 4º  | General Lamadrid    | 53  | 34 | 13 | 14 | 7  | 57 | 44 | 13  |
| 5º  | Excursionistas      | 53  | 34 | 13 | 14 | 7  | 39 | 30 | 9   |
| 6º  | Def. Cambaceres     | 52  | 34 | 16 | 10 | 8  | 69 | 47 | 22  |
| 7º  | Flandria            | 49  | 34 | 11 | 16 | 7  | 46 | 37 | 9   |
| 8º  | Luján               | 49  | 34 | 14 | 7  | 13 | 52 | 53 | -1  |
| 9º  | Cañuelas            | 45  | 34 | 11 | 12 | 11 | 58 | 55 | 3   |
| 10º | Deportivo Riestra   | 44  | 34 | 10 | 14 | 10 | 36 | 39 | -3  |
| 11º | Liniers             | 40  | 34 | 9  | 13 | 12 | 34 | 45 | -11 |
| 12º | San Martín (B)      | 38  | 34 | 8  | 14 | 12 | 42 | 45 | -3  |
| 13º | JJ Urquiza          | 38  | 34 | 9  | 11 | 14 | 47 | 59 | -12 |
| 14º | Deportivo Paraguayo | 30  | 34 | 7  | 9  | 18 | 39 | 71 | -32 |
| 15º | Central Ballester   | 29  | 34 | 9  | 5  | 20 | 46 | 69 | -23 |
| 16º | Barracas Central    | 28  | 34 | 6  | 10 | 18 | 27 | 54 | -27 |
| 17º | Argentino de Merlo  | 26  | 34 | 5  | 11 | 18 | 34 | 67 | -33 |
| 18º | Deportivo Merlo     | 23  | 34 | 3  | 14 | 17 | 34 | 65 | -31 |

|  | Campeón y primer ascenso al haber ganado la final.                                         |
|  | Clasificado a la final por el segundo ascenso como perdedor de la final por el campeonato. |
|  | Clasificados al reducido por el ascenso.                                                   |

## Torneo Reducido
El equipo que figura arriba en cada serie es el que hizo de local en el partido de vuelta y contaba con ventaja deportiva, por estar ubicado en una mejor posición en la Tabla de Posiciones final de la temporada.
|  | Cuartos de final             | Cuartos de final             | Cuartos de final             |   |                  | Semifinales                   | Semifinales                   | Semifinales                   |  |  | Final                          | Final                          | Final                          |
|  | del 17 de mayo al 24 de mayo | del 17 de mayo al 24 de mayo | del 17 de mayo al 24 de mayo |   |                  | del 31 de mayo al 10 de junio | del 31 de mayo al 10 de junio | del 31 de mayo al 10 de junio |  |  | del 14 de junio al 21 de junio | del 14 de junio al 21 de junio | del 14 de junio al 21 de junio |
|  |                              |                              |                              |   |                  |                               |                               |                               |  |  |                                |                                |                                |
|  | General Lamadrid             | 0                            | 5                            |   |                  |                               |                               |                               |  |  |                                |                                |                                |
|  | Cañuelas                     | 1                            | 0                            |   |                  |                               |                               |                               |  |  |                                |                                |                                |
|  | Cañuelas                     | 1                            | 0                            |   | General Lamadrid | 0                             | 3                             |                               |  |  |                                |                                |                                |
|  |                              |                              |                              |   | General Lamadrid | 0                             | 3                             |                               |  |  |                                |                                |                                |
|  |                              | Deportivo Riestra            | 0                            | 1 |                  |                               |                               |                               |  |  |                                |                                |                                |
|  | Ituzaingó                    | Deportivo Riestra            | 0                            | 1 | 1                | 1                             |                               |                               |  |  |                                |                                |                                |
|  | Ituzaingó                    |                              |                              |   | 1                | 1                             |                               |                               |  |  |                                |                                |                                |
|  | Deportivo Riestra            | 2                            | 1                            |   |                  |                               |                               |                               |  |  |                                |                                |                                |
|  |                              |                              |                              |   |                  |                               |                               |                               |  |  | General Lamadrid               | 1                              | 1                              |
|  |                              |                              | Excursionistas               | 0 | 0                |                               |                               |                               |  |  |                                |                                |                                |
|  | Excursionistas               | 1                            | 0                            |   |                  |                               |                               |                               |  |  |                                |                                |                                |
|  | Luján                        | 1                            | 0                            |   |                  |                               |                               |                               |  |  |                                |                                |                                |
|  | Luján                        | 1                            | 0                            |   | Excursionistas   | 1                             | 5                             |                               |  |  |                                |                                |                                |
|  |                              |                              |                              |   | Excursionistas   | 1                             | 5                             |                               |  |  |                                |                                |                                |
|  |                              | Flandria                     | 0                            | 1 |                  |                               |                               |                               |  |  |                                |                                |                                |
|  | Defensores de Cambaceres     | Flandria                     | 0                            | 1 | 0                | 1                             |                               |                               |  |  |                                |                                |                                |
|  | Defensores de Cambaceres     |                              |                              |   | 0                | 1                             |                               |                               |  |  |                                |                                |                                |
|  | Flandria                     | 1                            | 1                            |   |                  |                               |                               |                               |  |  |                                |                                |                                |

General Lamadrid ganó el reducido y accedió a la final por el segundo ascenso

## Final por el segundo ascenso
Se disputó a doble partido, haciendo como local en primer lugar el ganador del Torneo Reducido y en la vuelta el perdedor de la final por el primer ascenso.
| General Lamadrid                                                        | 0 - 0 | Brown de Adrogué | Islas Malvinas | 28 de junio |
| Brown de Adrogué                                                        | 2 - 1 | General Lamadrid | Talleres (RE)  | 5 de julio  |
| Global: 2 - 1. Brown de Adrogué ganó la serie y ascendió a la Primera B |       |                  |                |             |

## Tabla de descenso
| Pos | Equipo              | PJ  | 1994/95 | 1995/96 | 1996/97 | Pts | Promedio |
| --- | ------------------- | --- | ------- | ------- | ------- | --- | -------- |
| 1º  | Berazategui         | 106 | 42      | 43      | 48      | 133 | 1,255    |
| 2º  | General Lamadrid    | 70  | -       | 46      | 40      | 86  | 1,229    |
| 3º  | Ituzaingó           | 70  | -       | 38      | 48      | 86  | 1,229    |
| 4º  | Brown de Adrogué    | 106 | 40      | 38      | 52      | 130 | 1,226    |
| 5º  | Cambaceres          | 34  | -       | -       | 38      | 38  | 1,118    |
| 6º  | Flandria            | 106 | 37      | 36      | 38      | 111 | 1,047    |
| 7º  | JJ Urquiza          | 70  | -       | 43      | 29      | 72  | 1,029    |
| 8º  | Excursionistas      | 70  | -       | 31      | 40      | 71  | 1,014    |
| 9º  | Cañuelas            | 34  | -       | -       | 34      | 34  | 1,000    |
| 10º | Deportivo Riestra   | 106 | 30      | 38      | 34      | 102 | 0,962    |
| 11º | Deportivo Merlo     | 106 | 43      | 36      | 20      | 99  | 0,933    |
| 12º | Luján               | 106 | 41      | 22      | 35      | 98  | 0,924    |
| 13º | Deportivo Paraguayo | 106 | 36      | 35      | 23      | 94  | 0,887    |
| 14º | Liniers             | 106 | 34      | 29      | 31      | 94  | 0,887    |
| 15º | San Martín (B)      | 34  | -       | -       | 30      | 30  | 0,882    |
| 16º | Barracas Central    | 106 | 30      | 33      | 22      | 85  | 0,802    |
| 17º | Argentino de Merlo  | 106 | 34      | -       | 38      | 72  | 0,726    |
| 18º | Central Ballester   | 34  | -       | -       | 21      | 21  | 0,618    |

|  | Descendió a la Primera D. |